# UGC 37
UGC 37 es una galaxia espiral barrada localizada en la constelación de Piscis.